# Prenatální diagnostika
Prenatální diagnostika představuje soubor vyšetřovacích metod a postupů určených pro vyšetření a diagnostiku nenarozeného dítěte v děloze matky. Tato vyšetření mají za účel stanovit případnou přítomnost vrozených vývojových vad plodu v průběhu gravidity. Indikuje se jako preventivní vyšetření či na podkladu zvýšeného rizika přítomnosti vrozené vady plodu buďto ze screeningového programu vyhledávání vrozených vývojových vad, nebo je zvýšené riziko stanoveno na základě přítomnosti jiných faktorů.

## Úvod
Samotný pojem prenatální diagnostiky je značně široký; dle WHO jej lze definovat jako „všechny prenatální aktivity, které mají za cíl diagnostiku vrozených vad, za které jsou považovány veškeré anomálie na morfologické, strukturální, funkční nebo molekulární úrovni přítomné za porodu (i když se mohou manifestovat později), vnitřní nebo vnější, familiární nebo sporadicky se vyskytující, zděděné nebo jiné, vyskytující se jednotlivě nebo mnohočetně.“ Z tohoto důvodu se v prenatální diagnostice vyžaduje mezioborový přístup, jako například klinická genetika, gynekologie a porodnictví, klinická biochemie a zobrazovací metody.

## Úkoly prenatální diagnostiky
Jedním z hlavních úkolů prenatální diagnostiky je prevence narození dítěte s těžkými poruchami tělesného a duševního vývoje. Respektive jejím cílem je podání informací matce dítěte (popř. rodičům) o stavu a diagnóze plodu, její prognóze a dalším možném postupu. Zároveň je jsou s ní spjata další specifická opatření pro následnou péči o matku a dítě (porod ve specializovaném zařízení s návazností na akutní anesteziologicko-resuscitační, chirurgickou popř. jinou léčbu) nebo zahájení prenatální terapie plodu. V případě nepříznivé prognózy je možné v České republice (v souladu se zákonem: Zákon 66/1986 Sb. – O umělém přerušení těhotenství) těhotenství uměle přerušit z genetických důvodů, a to až do 24. týdne gravidity. V případě extrémně nepříznivé diagnózy (se životem neslučitelné onemocnění – např. anencefalie) umožňuje stejný zákon uměle ukončit těhotenství kdykoliv (i po 24. týdnu gravidity).

## Historie
Do počátku 20. století existovalo jen velmi málo možností jak pozorovat vývoj a stav plodu se určoval jen dle jeho pohybů, velikosti břicha, poslechu ozev stetoskopem a palpací bylo možné zjistit stav děložního hrdla. Od počátku 20. století bylo možné plod rentgenovat, ale naštěstí byla nebezpečnost této techniky odhalena včas. O tom, jak se skutečně daří plodu v děloze, jak je uložen či kde je uložena placenta, do 60. let 20. století však nikdo nevěděl. Proto zavedení nových přístrojů, zejména ultrazvukové zobrazovací a registrační techniky, bylo v porodnictví doslova revolucí. K dispozici byly především sonograf (ultrazvukový zobrazovací přístroj) a kardiotokograf, tedy přístroj registrující okamžitou srdeční frekvenci, kontrakce děložní a pohyby plodu. Genetici se také naučili lokalizovat na chromozomech řadu konkrétních genů, které jsou zodpovědné za určitá onemocnění, což se stalo velmi významnou oblastí prenatální diagnostiky. Vedle diagnostiky se rozvíjejí i možnosti prenatální léčby plodu. Prenatální diagnostika a fetální terapie jsou společně také někdy nazývány fetální medicína.

## Přehled metod prenatální diagnostiky

### Neinvazivní metody

#### Ultrazvuk
Ultrazvukové vyšetření zaujímá v prenatální diagnostice výsadní postavení. Jde o metodu tradiční a důvěryhodnou. Sonografie je nositelem velké výpovědní hodnoty a přitom je všeobecně dostupná, snadno a bez nároků proveditelná i levná. Nepoškozuje plod a lze ji v průběhu těhotenství opakovat. Hlavní výhodou proti jiným zobrazovacím metodám je neinvazivní anatomická a flowmetrická zobrazovací schopnost v reálném čase. Znázorňuje kompaktní i měkké tkáně plodu, vnitřní strukturu orgánů, placentu i množství plodové vody. Umožňuje komplexní biometrii a hodnocení vitality plodu a registruje dynamické jevy (pohyby plodu, srdeční činnost). Dále je možno diagnostikovat některé viditelné vrozené vývojové vady, odhadovat velikost plodu a vyšetřovat funkci placenty. Vyšetření nevyžaduje zvláštní přípravu, nezatěžuje plod ani matku žádným rizikem komplikací. Klientce je umožněno sledování obrazu na paralelně zapojeném monitoru. Je vítán doprovod rodinným příslušníkem.
V porodnické diagnostice se využívá ultrazvukové vlnění o vysoké frekvenci (2,5–7,5 MHz) a minimální energii 5–25 mW/m². Optimální fyzikální podmínkou pro UZ je uložení plodu v plodové vodě. Ta představuje pro ultrazvukové vlnění velmi příznivé akustické inerzní prostředí. Výrazným přínosem pro kvalitu i kvantitu informací získaných dvourozměrným obrazem B se stal rozvoj přístrojové techniky. Metoda odstupňované šedi (gray scale) umožnila těmito odstíny odlišit tkáně s různými akustickými vlastnostmi, metoda dynamického zobrazení (real time) registruje pohybující se struktury a dynamické děje. Vývoj sond, jejich fokusace a pokroky ve zpracování obrazu dále zdokonalily metodu. Od roku 2008 je v ČR běžně prováděno rekonstruované trojrozměrné zobrazení 3D.

Vyšetření ultrazvukem v průběhu těhotenství:
- Základní stupeň ultrazvukové diagnostiky (vyšetření v I. trimestru těhotenství (t.t.))

Indikace:
- časná diagnostika těhotenství
- genetická indikace (geneticky závažná anamnéza a rizika)
- podezření na poškozené či odumřelé vejce, při krvácení
- diagnostika mimoděložního těhotenství
- měření nuchální translucence (NT)

- První screening (vyšetření v 18–20 t.t.)

Indikace:
- zjištění počtu plodů
- vitalita plodu, srdeční akce
- biometrie plodu a stanovení délky těhotenství a proporcionality plodu
- hodnocení nepřímých známek malformace plodu
- přímé zjišťování vrozených vývojových vad
- hodnocení placenty (lokalizace a změna struktury)

- Druhý screening (vyšetření v 30–32 t.t.)

Indikace:
- uložení plodu
- biometrii plodu
- vyšetření cílené na VVV s pozdním vznikem, nebo později anatomicky rozlišitelné (hydrocephalus, některé srdeční vady)
- lokalizace placenty
- množství plodové vody

- Druhý stupeň ultrazvukové diagnostiky (konziliární)

Ke konziliárnímu vyšetření by měly být odeslány těhotné se složitými či nejasnými UZ nálezy a ženy s genetickými nálezy v těhotenství, které budou vyžadovat invazivní diagnostické vyšetření či terapeutické řešení (ukončení těhotenství, fetální terapie).
- Třetí stupeň ultrazvukové diagnostiky (superkonziliární)

Řeší nejsložitější forenzní případy z celé ČR. Touto diagnostikou se zabývá několik center.
Ultrazvukové metody:
A.Trojrozměrné (3D) zobrazení
Pokusy o trojrozměrné zobrazení (3D) pocházejí z 80. let tohoto století, ale dosud není k dispozici dostatečně výkonná výpočetní technika, která by umožňovala efektivní práci s 3D obrazem v reálném čase. S ohledem na investice, které jsou do tohoto způsobu zobrazení vkládány, je jen otázkou času, kdy budou dostupné hardwarové prostředky schopné pracovat s nepředstavitelně velkými objemy dat v reálném čase (tj. rychle). V roce 2015 se s 3D zobrazením stále ještě převážně experimentuje a nejsou žádné doklady o klinickém přínosu této metody. Zkušení sonografisté jsou schopni odečítat dvojrozměrný obraz stejně, jako kdyby byl trojrozměrný. Nemohou však 3D rekonstrukci opakovat za několik dnů či týdnů. Výhodou trojrozměrného zobrazení se zdá možnost dokonalejší biometrie, zejména při měření objemů nepravidelných objektů. Pomocí 3D zobrazení lze vyšetřovat ve třech ortogonálních rovinách: sagitální, transverzální a frontální. Předpokládá se, že přínos 3D zobrazení bude při vyšetřování obličeje, defektů páteře a srdce. Je nutno vyčkat výsledků dalších studií, které by prokázaly výhody 3D zobrazení.
B.Power Doppler
Power Doppler je citlivější než barevné dopplerovské mapování, je nezávislý na úhlu měření a nevykazuje aliasing. Na druhé straně produkuje častěji artefakty a neumožňuje identifikovat směr či rychlost proudění. Používá se k posouzení prokrvení orgánů a k detekci velmi nízkých toků. V experimentech se využívá k posouzení plicní hypoplazie u plodů s diafragmatickou hernií, posouzení fetální redistribuce krve u plodů s hypotrofií či hypertenzí matky. Také se zkoumají možnosti podání kontrastních látek, mikrobublin, a jejich následná detekce ve spojení s diagnostikou monochorionicity u dvojčat (prokazuje se detekce kontrastu u druhého dvojčete).
C.Sonoembryologie
Ultrazvuková technika umožňuje detailní zobrazení plodového vejce a embrya. Lze předpokládat, že další zvyšování rozlišovací schopnosti dvojrozměrného obrazu dále rozšíří tyto možnosti. Většina fetálních struktur může být vizualizována již ve 12. až 13. týdnu těhotenství, a proto se uvažuje o možnostech screeningu fetálních malformací již v tomto období těhotenství. Přináší to však řadu obtížně řešitelných problémů: nemožnost ověření nálezu patologem či otázku časné psychické traumatizace těhotné u nejasných, neuzavřených nálezů.

#### Rentgen (RTG)
Rentgenové vyšetření patřilo od konce 19. století k prvým přímým zobrazovacím metodám plodu. Sloužilo pro zjišťováni polohy plodů, jejich počtu, velikosti, ale i k průkazu vrozených vývojových vad, podvojných zrůd a hydropsu plodu. Od této metody se ustupuje, avšak stále je nepostradatelná v typizaci skeletálních dysplazií. Typizace se provádí až postnatálně pro upřesnění UZ nálezu [ 7 ]. Míra možného poškození zárodku, resp. plodu, je závislá na dvou faktorech: na dávce absorbované v děloze (tzv. orgánové dávce) a stádiu nitroděložního vývoje, tedy době, kdy – ve vztahu k délce (stupni) těhotenství – k ozáření dělohy došlo. Předpokládá se, že okamžité poškození vzniká při dávkách vyšších než 100 mGy. Je velmi nepravděpodobné, že by dávka na dělohu při rentgenování překročila předpokládaný práh (typické hodnoty se pohybují na úrovni zlomků mGy až jednotek mGy, jen v případech CT přímo v oblasti "malé pánve" se jedná o dávky vyšší). Přirozený výskyt závažných malformací (vývojových poruch) má četnost 2–4 na 100 narozených dětí. Riziko vzniku zhoubného nádoruvztažené na 1 mGy dávky v plodu je 0,006 % (cca 1:17000), přičemž spontánní výskyt fatálních nádorů u dětí je 0,3 % (1:333). Vzhledem k tomu, že energie rentgenového záření klesá se čtvercem vzdálenosti, je při zobrazování oblastí neležících v blízkém okolí dělohy možný negativní dopad na plod zanedbatelný (dávka obdržená přímo v děloze je velmi nízká). Při radiologických vyšetřeních se navíc pro ochranu před nežádoucím ozářením nevyšetřovaných tkání používají ochranné stínicí pomůcky (zástěry, pomůcky k vykrytí gonád z olovnaté gumy apod.), které "nadbytečné" rozptýlené záření odstíní.

#### Počítačová tomografie (CT)
Dříve používaná metoda, kterou ovšem nahradilo vyšetření magnetickou rezonancí. Důvodem je pro tuto metodu nezbytné ionizující záření (RTG), které se v při magnetické rezonanci nepoužívá. Následně uvedené dávky jsou průměrné dávky na plod, v závorce je uvedena hodnota maximální. Pro CT hlavy je dávka na plod menší než 0,01 mGy, pro CT hrudníku je dávka na plod 0,06 mGy (1,0 mGy), pro CT břicha 8 mGy (50 mGy), pro CT pánve 25 mGy (80 mGy). Z uvedených hodnot vyplývá, že dosažení prahové dávky není pravděpodobné při prostých vyšetřeních a dokonce ani u mnohých CT vyšetření. Obecně platí, že umělé ukončení těhotenství není zdůvodněné pro dávky na plod menší než 100 mGy. V případě dávky na plod vyšší než 100 mGy by mělo být přihlédnuto k dalším okolnostem, jako je doba od početí a hodnota dávky na plod. Riziko vzniku poškození plodu v důsledku ozáření při radiodiagnostickém vyšetření je tedy velmi nízké (s výjimkou skiaskopicky vedených terapeutických výkonů v pánvi). Ženy, u nichž bylo provedeno rentgenové vyšetření, aniž by tušily, že jsou těhotné, nemusí mít obavy o plod.

#### Magnetická rezonance (MRI)
MRI vyšetření plodu, spíše označované jako FMR (fetální magnetická rezonance) se v poslední době stává stále častěji užívanou metodou. Samotná myšlenka FMR přitom není nijak nová (datuje se od roku 1983). Vyšetření bylo zprvu možné jen při celkové sedaci. Významným pokrokem bylo zavedení ultrarychlých, tzv. „single-shot“ sekvencí (2. pol. 90. let). Jednalo se především o sekvence typu rychlého spinového echa pro T2 vážený obraz a o sekvence typu rychlého gradientního echa pro T1 vážený obraz. V roce 2015 se využívají především povrchové „phased-array“ cívky.
Indikace MRI
Hlavní indikací je doplnění ultrazvukového vyšetření, při podezření na vrozenou vadu nebo zjištění anomálie. Jako doplňkové se používá proto, že oproti ultrazvuku, který v oblasti prenatální diagnostiky zcela dominuje (jak již bylo zmíněno), má i nevýhody. Nejvýznamnější z nich je dostupnost a cena, dále pak například obtížnější zobrazení placentárního průtoku krve (nutnost použití kontrastních látek) a nakonec také možné, ale dosud neprokázané, vedlejší účinky. [ 10 ]
V jiných směrech magnetická rezonance ultrazvuk množstvím získaných informací převyšuje. Ultrazvukové vyšetření je značně závislé na lékaři, který jej provádí a ve většině případů rovnou hodnotí. Dále má poměrně malé zorné pole, které je dále omezeno při průniku UZ vlnění tkáněmi a polohou kostí. Přesto je vhodné, aby ultrazvukové vyšetření magnetické rezonanci předcházelo, neboť poskytuje základní informace, které by FMR mělo v indikovaných případech jen rozšířit a doplnit.
Některé případy, kdy je nutné provést FMR:
- obezita ženy
- oligohydramnion (nedostatek plodové vody)
- limitující fetální poloha
- uložení hlavičky plodu velmi nízko v malé pánvi
- zkostnatění lebky
- planární zobrazení

Nejdelší tradici má vyšetření centrálního nervového systému. Naprosto bezkonkurenční metodu zde představuje při hodnocení komorového systému, dále umožňuje hodnotit stupeň gyrifikace, mozkovou ischémii či hemoragii. MRI se zaměřuje i na vady jiných orgánů plodu. Velmi významnou oblastí je například uropoetický systém, kde umožňuje hodnocení cystických onemocnění ledvin, hydronefrózy, onemocnění močového měchýře aj. Po upřesnění diagnostiky následně magnetická rezonance usnadňuje rozhodování při volbě terapie u diagnostikovaného onemocnění.
Technika MRI
Použití cívek „phased-array“ umožňuje rychlejší skenovaní, čímž eliminuje pohybové artefakty a snižuje hodnotu SAR (specifická míra absorpce – množství absorbované energie plodem v radiofrekvenčním poli). Typy sekvencí již byly zmíněny (rychlé spinové echo pro T2 vážený obraz, rychlé gradientní echo pro T1 vážený obraz). Akviziční čas jedné vrstvy u T2 vážené sekvence může být menší než 1 sekunda. Akviziční čas pro nádechový T1 vážený obraz (gradientní echo) dosahuje naopak i 14 sekund.
„Z technického hlediska je limitující nedostatečné prostorové rozlišení během 1. trimestru, kdy z etických důvodů stejně nevyšetřujeme, nebo nedostatečné temporální rozlišení např. pro kinematické zobrazení srdce. Nepříznivý je pro vyšetření plodu hluk MR přístroje, který je limitující ve smyslu zvýraznění pohybových artefaktů plodu během MR vyšetření. Hlučnost je výrazně redukována u moderních přístrojů a lze ji dále významně snížit použitím tzv. tichých sekvencí.“

### Invazivní metody

#### Amniocentéza
Nejběžnější invazní metodou je vyšetření plodové vody – amniocentéza. Provádí se odběr 20 mililitrů amniové tekutiny a buňkami jehlou přes stěnu břišní. Indikace k tomuto vyšetření mohou být následující:
- abnormální nález na UZ, při biochemii …
- věková indikace (nad 35 let)
- výskyt dědičných onemocnění
- opakované potraty

Po aspiraci plodové vody se provede oddělení buněk z amniové tekutiny za pomoci centrifugace. Vzorek může být dále kultivován, lze z něj získat DNA. Následující postup pak záleží na zvolené vyšetřovací metodě. Se samotným odběrem plodové vody jsou spojována určitá rizika: krátkodobý odtok plodové vody, slabé krvácení, infekce a v krajních případech spontánní potrat.

#### Odběr choriových klků
Biopsie choriových klků představuje odběr vzorku klků, které jsou součástí placenty. Choriová tkáň dále slouží ke genetickému vyšetření (vyšetření genů nebo chromozomů plodu), protože placenta nese stejnou genetickou informaci jako vyvíjející se plod. Samotný odběr se provádí většinou transabdominálně v 10.–13. týdnu těhotenství. Mezi indikace k odběru patří opět věková indikace, genetická dispozice k onemocnění nebo prokázaná genetická vada. Mezi rizika tohoto vyšetření patří zejména krvácení a zhruba 1% potratovost.

#### Kordocentéza
Další z invazních metod je kordocentéza čili punkce pupečníku. Provádí se později než odběr choriových klků, od 18. týdne gravidity. Punkcí pupečníku se získává fetální krev, krevní elementy (nejčastěji lymfocyty plodu) se pak používají ke genetickému vyšetření, zjištění aloimunizace plodu, infekce nebo karyotypu plodu. Rizika tohoto vyšetření jsou shodná jako u amniocentézy.

#### Fetoskopie
Tato endoskopická metoda byla dříve používaná také v rámci prenatální diagnostiky, od tohoto využití se však ustoupilo a fetoskopie je využívána jen velmi vzácně jako terapeutická metoda u plodu. Indikace k zákroku jsou velmi přísné, patří mezi ně terapie syndromu fetofetální transfuze a další endoskopické postupy v rámci fetální chirurgie a prenatální terapie. Fetoskopie se provádí v 18. až 20. týdnu gravidity. Fetoskop se zavádí břišní incizí pod ultrazvukovou kontrolou. Místo incize je lokálně znecitlivěno.
Provedení fetoskopie představuje relativně vysoké riziko, což vysvětluje upuštění od jejího použití jako diagnostické metody. Často se po zákroku objevuje krvácení, Infekce, je zde i podstatně vyšší míra potratovosti 3–10 %, dále se může vyskytnout únik amniové tekutiny nebo předčasný porod.